# Fonds mondial pour l'engagement de la communauté et la résilience
Le GCERF ou Global Community Engagement & Resilience Fund (Fonds mondial pour l'engagement de la communauté et la résilience en français) est un fonds créé à Genève en 2014. Son objectif principal est de stopper le terrorisme et d'éviter toute radicalisation de la jeunesse en finançant des projets soumis par des ONG ou des membres de la société civile de pays touchés par la montée des extrémismes. Son directeur est le professeur Khalid Koser. Le fonds est subventionné par la Suisse, les États-Unis, l’Australie, la Grande-Bretagne, le Canada, le Qatar, le Maroc, la Nouvelle-Zélande et l’Union européenne.